# Akysis heterurus
Akysis heterurus és una espècie de peix de la família dels akísids i de l'ordre dels siluriformes.

## Distribució geogràfica
Es troba a Àsia.